# ヒューバート・ニュートン
ヒューバート・アンソン・ニュートン（Hubert Anson Newton、1830年3月19日 – 1896年8月12日）は、アメリカ合衆国の数学者・天文学者である。流星の研究で知られる。

## 経歴
ニューヨークのSherburneで生まれ、1850年にイェール大学を卒業した。1852年からイェール大学の講師、1855年に教授となった。流星の科学的な研究は、1833年に北アメリカなどで見られたしし座流星群の大出現から始まり、イェール大学のデニソン・オルムステッドは流星雨の原因を、太陽のまわりの固定軌道をもつ「星雲状天体」である説をだした。ヒューバート・ニュートンはオルムステッドの研究をすすめ、しし座流星雨の周期が33年であることを示した。また流星雨をおこす塵粒の軌道が惑星の重力の影響を受け動いていくことを示した。1861年8月と11月の流星に関するコネチカット科学技術アカデミーの研究を指導し、流星と彗星研究の世界的権威になった。全米科学アカデミーからJ・ローレンス・スミス・メダルを受賞し、1885年にはアメリカ科学振興協会の会長に任じられた。

## 関連図書
- 渡部潤一『しし座流星群がやってくる』誠文堂新光社、1998年。ISBN 9784416298152。